# Aaf Bouber
Aaf Bouber, artiestennaam van Aafje Blom-ten Hoope (Hoorn, 17 oktober 1885 – Amsterdam, 23 mei 1974), was een Nederlands actrice in theater, film en op televisie.

## Levensloop
Aaf ten Hoope werd geboren als dochter van Cornelis ten Hoope en Antjen van der Woude. Ze wist al op jeugdige leeftijd dat ze actrice wilde worden. Ze werkte op 14-jarige leeftijd als sieradenverkoper (haar vader was goudsmid), maar streefde naar een carrière in het theater. Hoewel haar vader haar verbood actrice te worden, deed ze op haar zestiende auditie voor en werd aangenomen door het Koninklijk Theater Carré. Ze werkte in haar carrière voor verschillende toneelgezelschappen en was vanaf 1914 ook te zien in enkele stomme films. Ze ontmoette ondertussen toneelspeler Herman Bouber, met wie ze in 1907 trouwde. Ze heeft zich daarna steeds Aaf Bouber genoemd.
In haar loopbaan speelde Bouber in honderden toneelstukken, films, radioprogramma's en televisieseries. Ze werd het meest bekend met haar rol in De Jantjes (1934). Pas in 1970 ging ze met pensioen. Ze stierf vier jaar later, op 88-jarige leeftijd. Aaf Bouber werd begraven op de Nieuwe Oosterbegraafplaats.